# Štěpinková metoda
Štěpinková metoda je metoda kultivace patogena v podmínkách in vitro. Je používána pokud je třeba zjistit přítomnost patogenů v pletivech nebo jej identifikovat. Identifikace se pak provádí na základě morfologie kultur - růstových charakteristik, růstu na různých typech médií apod.
Po odebrání kousku infikované tkáně a její povrchové sterilizaci (etanol, chlornan sodný, peroxid vodíku) a následné kultivaci na živném mediu (obvykle sladinový agar s přídavkem antibiotik) K získání pouze čisté kultury je často třeba přeočkování (pasážování) - to slouží k odstranění nebo potlačení sekundárních mikroorganismů a další čištění.
K čištění se používají fungicidní, případně baktericidní látky. Pro některé skupiny hub je možno k čištění použít jako přídavek do média thiobendazol, antibiotika, sulfonamidy. Po chemickém čištění však musí následovat pasážování. Řada organismů je přítomností pesticidů pouze potlačena a pasážováním, tedy postupným očkováním na nová média, protože je nutno vyloučit možné kontaminace.